# Karlsson på taket
Pour plus de détails, voir Fiche technique et Distribution.
Karlsson på taket est un long métrage d'animation suédois réalisé par Vibeke Idsøe, sorti au cinéma en 2002. Il est basé sur la trilogie littéraire d'Astrid Lindgren mettant en scène le personnage de Karlsson.

## Fiche technique
- Titre original : Karlsson på taket
- Titre international : Karlsson on the Roof
- Réalisation : Vibeke Idsøe
- Scénario : Vibeke Idsøe et Marteinn Thorisson  d'après les romans de Astrid Lindgren
- Conception des personnages : Olve Askim
- Musique : Kjetil Bjerkestrand
- Production : Waldemar Bergendahl, John M. Jacobsen
- Sociétés de production : Filmkameratene A/S
- Pays d'origine : Suède
- Langue : suédois
- Format : couleur - 35 mm - 2,35:1 - son stéréo
- Dates de sortie : Suède : 27 septembre 2002

## Distribution (voix)
- Börje Ahlstedt : Karlsson
- William Svedberg : Svante « Lillebror » Svantesson
- Pernilla August : Mamma
- Allan Svensson : Pappa
- Margaretha Krook : Fröken Bock
- Nils Eklund : Farbror Julius
- Brasse Brännström : Rulle
- Magnus Härenstam : Fille
- Leo Magnusson : Bosse
- Ellen Ekdahl : Bettan
- Greta Rechlin : Gunilla
- Jonatan Skifs : Krister
- Steve Kratz : Brandman
- Maria Rydberg : Lärarinna
- Per Sandborgh : Nyhetsuppläsaren
- Maria Bolme, Pernilla Skifs, Barbro Svensson : Vänner